# فيكتور بارايبا
فيكتور بارايبا هو لاعب كرة قدم برازيلي، ولد في 21 أبريل 1998 في كامبينا غراندي في البرازيل. لعب مع سنترو سبورتيفو ألاغوانو.

## وصلات خارجية
- فيكتور بارايبا على موقع قاعدة بيانات كرة القدم.إي يو (الإنجليزية)
- فيكتور بارايبا على موقع Soccerway.com (الإنجليزية)